# SAMPA
SAMPA (Speech Assessment Methods Phonetic Alphabet) er et lydskriftsystem baseret på det internationale fonetiske alfabet (IPA). I modsætning til IPA bruger SAMPA udelukkende tegn, som en computer kan læse (ASCII-tegn), hvorfor det eksempelvis egner sig til brug på internettet. Til gengæld kan SAMPA ikke beskrive alle lyde på alle de sprog, som IPA kan beskrive. Dertil kommer, at SAMPA varierer en smule fra sprog til sprog, så det samme tegn kan have forskellige betydninger afhængig af sproget.

## Sprog
SAMPA er blevet udviklet for de følgende sprog: arabisk, bosnisk, bulgarsk, dansk, engelsk, estisk, fransk, græsk, hebraisk, italiensk, kantonesisk, kroatisk, nederlandsk, norsk, polsk, portugisisk, rumænsk, russisk, skotsk, serbisk, slovakisk, slovensk, spansk, svensk, thai, tjekkisk, tysk, tyrkisk og ungarsk.

## Ekstern henvisning
- Hjemmeside om SAMPA fra University College London